# Wybory prezydenckie we Francji w styczniu 1920 roku
Wybory prezydenckie we Francji w 1920 roku – wybory, które odbyły się we francuskiej Izbie Deputowanych w dniu 17 stycznia 1920 r. po zakończeniu siedmioletniej kadencji prezydenta Raymonda Poincaré.
Po zakończeniu I wojny światowej, w której do zwycięstwa Francję poprowadził głównie premier Georges Clemenceau, powszechnie uważano, że on zostanie prezydentem. Clemenceau oficjalnie swojej kandydatury nie zgłosił, zakładając, że mimo to zostanie wybrany. Deputowani lewicowi jednak obawiali się, że w przypadku zwycięstwa Clemenceau spróbuje wprowadzić we Francji rządy prezydenckie (w okresie III Republiki prezydent Francji pełnił funkcje formalnej głowy państwa, nie przewidywano jego wpływu na decyzje rządu), a prawicowi nie akceptowali antyklerykalnej postawy Clemenceau. W efekcie w przeprowadzonych 17 stycznia 1920 r. wyborach Clemenceau otrzymał 389 głosów, a głosowanie wygrał przewodniczący Izby Deputowanych Paul Deschanel, który nigdy wcześniej nie był nawet ministrem, wynikiem 408 głosów. Wówczas Georges Clemenceau wycofał się z wyborów i w ogóle z polityki, wygłaszając przy tym wypowiedź o niewdzięczności Francji. W tej sytuacji w drugiej turze głosowania Paul Deschanel otrzymał 734 głosy: Clemenceau, mimo wycofania się, uzyskał jeszcze poparcie 56 elektorów, a 2 głosy otrzymał marszałek Ferdinand Foch.
Wybrany na prezydenta Paul Deschanel ustąpił po siedmiu miesiącach z powodu zaburzeń psychicznych.